# ۱۲۵۵ (میلادی)
۱۲۵۵ (میلادی) هزار و دویست و پنجاه و پنجمین سال تقویم میلادی است.

## درگذشتگان
‎